# Вилнев д’Аск
Вилнев д’Аск (фр. Villeneuve-d’Ascq) град је у Француској. Налази се у департману Север на граници са Белгијом. Један је од највећих градова у региону Нор Па де Кале у Француској. По подацима из 2006. године број становника у месту је био 61.151.

## Демографија
| 1962. | 1968.  | 1975.  | 1982.  | 1990.  | 1999.  | 2006.  | 2011.  |
| ----- | ------ | ------ | ------ | ------ | ------ | ------ | ------ |
| 5.373 | 11.618 | 36.769 | 59.527 | 65.320 | 65.042 | 61.151 | 62.681 |

## Партнерски градови
- Стерлинг
- Турне
- Хајдари
- Леверкузен
- Јаши
- Раћибож
- Ла Посесион
- Гатино